# 桃红柊叶属
桃红柊叶属（学名：Myanmaranthus）是竹芋科的一属。属名源于 Myanmar（缅甸），新属发现的国家。

## 下属物种
本属包括以下物种：
- Myanmaranthus roseiflorus Nob.Tanaka, Suksathan & K.Armstr.，种名“roseiflorus”指其有粉红色的花。[1]